# 九四式三十七粍戦車砲
九四式三十七粍戦車砲 (94しき37みりせんしゃほう) とは、大日本帝国陸軍が1934年(皇紀2594年)に開発した口径37mmの戦車砲。九五式重戦車の副砲として開発され、後に九五式軽戦車や九七式軽装甲車などの主砲として広く用いられた。

## 審査概要
陸軍技術本部は昭和7年(1932年)3月30日付の陸密第261号審査命令に基づき、開発中の試製重戦車（後の九五式重戦車）に装備する目的で、主砲である九四式七糎戦車砲と共に昭和8年(1933年)4月より本砲の設計に着手した。試製砲は同年12月に完成し、竣工試験を実施した。
昭和9年(1934年)3月には弾道性並びに機能抗堪試験を実施した。同年5月には竣工したばかりの試製小型戦車に搭載して射撃並びに運行試験を実施し、同年9月には試製重戦車に搭載して機能抗堪試験を実施した。以上の試験成績から本砲の実用性は十分であり性能もまた所期の要求を満たしていると認められた結果、同年11月に戦車第二連隊に実用試験を依託し、同年12月から翌昭和10年(1935年)2月にかけて満州において実用試験を実施した。
以上をもって本砲は重戦車装備火砲として適当であると認められ、昭和10年3月に仮制式が上申された。

## 構造
本砲の砲身は単肉鋼製であり砲身長は1358.5mm(36.7口径)、砲身内には傾角6度で右回り16条の施条を有する。閉鎖機は垂直自動式で、撃発機構は引き落し式である。駐退機は水圧式で、外周にばね式の復座機を配置している。砲身後座長は200mmを基準とする。揺架体は黄銅製で上部に砲身滑走孔、下部に駐退復座機室を有する。揺架体は外部中央の段部と後方の準板(じゅんばん)によって砲架に固定される。段部前方は防盾で覆われ、準板には底匡(ていきょう・匡とは箱の意)・照準具・肩当・薬莢受等を装着する。砲架は砲架中匡・架体からなる。砲架中匡は鋳鋼製の箱型の構造であり、上下面を軸として揺架体の方向運動を行う。砲架中匡は右側に揺架室、左側に照準孔を有する。架体は鋳鋼製の箱型の構造であり、外側方の砲耳を軸として砲架中匡の上下運動を行う。照準器は単眼鏡式で倍率は2倍・視野は20度であり、距離2,000mまで200mごとに距離目盛を有する。
砲は直接照準操作式であり、肩当を用いることで上下左右の微調整が可能である。この方式は九〇式五糎七戦車砲で初めて採用されたものであり、本砲でも採用されることとなった。砲手は足を前後に開き、膝の屈伸を用いることで振動する車内でも照準を微調整し続けることが可能であった。この特長を生かして陸軍では戦車の射撃方法として低速で走行しながら発砲を行う「行進射」を訓練し、実戦でも用いていた。もっとも低速で走行するとはいえ行進射では発射速度及び命中精度が悪化するため、機動中に停止し、発砲後に機動を再開する「躍進射」や停止状態で発砲する「停止射」と併用されていた。
本砲の射撃訓練用として開発されたのが九四式三十七粍戦車砲内トウ銃である。これは砲身と防盾上部を撤去し、そこに三八式歩兵銃を装着して射撃できるようにしたものである。内トウ銃は高価な砲弾の節約や射撃場の制約が少ないといった利点があり、九〇式五糎七戦車砲で開発されていたものである。装填及び抽筒操作は歩兵銃のものとなるが、照準及び撃発操作は戦車砲のものと同一であった。

## 砲弾
本砲は軟目標射撃用の榴弾として九四式榴弾、及び一式榴弾、硬目標射撃用の徹甲弾として九四式徹甲弾、及び一式徹甲弾を使用する。また演習弾として九四式榴弾代用弾、九四式徹甲弾代用弾を使用する。薬筒は完全弾薬筒式であり、砲弾は昭和10年7月に九四式三十七粍砲（速射砲）用の砲弾として仮制式が上申されていたものと同一であるが薬莢はより短いものを使用するために弾薬筒全体では九四式速射砲と互換性は無い。装薬は一号方形薬80gを使用し、初速は九四式榴弾で583.2m/秒・九四式徹甲弾で574.4m/秒と九四式速射砲より低い値になっている。九四式榴弾及び九四式徹甲弾は昭和10年6月に伊良湖試験場で実施された射表編纂試験で実射を行い、その実用性が認められた。また代用弾については共に実射を行わなかったものの、その実用性は十分に認められるとされた。以上の砲弾は昭和10年12月10日に仮制式が上申された。なお本砲の機能試験及び射表編纂試験ではこれらの砲弾がまだ制式化されていなかったために狙撃砲破甲榴弾や十一年式平射歩兵砲十二年式榴弾、十二年式代用弾を用いていた。これらの信管や炸薬は部分品であり、薬莢は狙撃砲破甲榴弾のものを用いた。仮制式上申書では狙撃砲破甲榴弾を用いた数値が記されており、弾量710gで初速568m/秒となっている。
本砲に限らず日本陸軍の対戦車砲全般に対し、貫徹能力の低さについて「当時の日本の冶金技術の低さゆえに弾頭強度が低く徹甲弾の貫徹能力が劣っていた」との指摘がある。
弾頭の強度が低かったのは事実であるが、九〇式五糎七戦車砲と九七式五糎七戦車砲の九二式徹甲弾や九四式三十七粍砲の九四式徹甲弾（九四式三十七粍戦車砲の九四式徹甲弾の弾頭と同一）などで主に使用された徹甲弾の場合は、弾殻を薄くし、内部に比較的大量の炸薬を有する徹甲榴弾（AP-HE）であり、厚い装甲板に対しては構造的な強度不足が生じていたことが原因として挙げられる。とはいえ、これらも制式制定当時の想定的（目標）に対しては充分な貫通性能を持っていた。後に開発された一式徹甲弾では貫徹力改善のために弾殻が厚くなっている。
より高い装甲貫徹能力を持つ九四式三十七粍砲と弾薬筒を共通化するため、薬室を拡大した九八式三十七粍戦車砲が開発され、更に砲身長を伸ばした同砲と九七式車載重機関銃を双連化した一〇〇式三十七粍戦車砲が開発された。九八式戦車砲は速射砲徹甲弾を用いた場合初速685m/秒となっている。また九八式・一〇〇式戦車砲は更に高い威力を持つ一式徹甲弾を使用することが可能であり、九八式戦車砲は同徹甲弾を用いた場合初速704m/秒であった。
さらに一〇〇式戦車砲の性能向上型として、薬室を拡大し各部を強化して、一式三十七粍砲と弾薬の互換性がある、一式三十七粍戦車砲（これも九七式車載重機関銃と双連）が開発された。
| 使用弾薬一覧（九四式三十七粍戦車砲） |                    |                        |                   |                                    |           |
| 種類                                 | 型番               | 信管                   | 全備弾量/全備筒量 | 炸薬/装薬                          | 初速      |
| 榴弾                                 | 九四式榴弾         | 九三式小瞬発信管       | 645g/975g         | 黄色薬・茶褐薬計63g /一号方形薬80g | 583.2m/秒 |
| 榴弾                                 | 一式榴弾           | 一〇〇式小瞬発信管     | -g/970g           | -g/-g                              | -m/秒     |
| 徹甲弾                               | 九四式徹甲弾       | 九四式小延弾底信管     | 700g/1,030g       | s黄色薬10g/一号方形薬80g           | 574.4m/秒 |
| 徹甲弾                               | 一式徹甲弾         | 一式徹甲小一号弾底信管 | -g/1,056g         | -g/-g                              | -m/秒     |
| 演習弾                               | 九四式榴弾代用弾   | 九三式小瞬発信管       | 637g/967g}        | 小粒薬27g/一号方形薬80g            | 583.2m/秒 |
| 演習弾                               | 九四式徹甲弾代用弾 | 無し                   | 700g/1,030g       | 無し/一号方形薬80g                 | 574.4m/秒 |

## 運用
本砲は九五式重戦車・九五式軽戦車・九七式軽装甲車・指揮戦車 シキの搭載砲として広く使用された。九五式軽戦車や九七式軽装甲車の主砲としては後に九八式三十七粍戦車砲も使用された。シキ車は九七式中戦車を母体とする指揮戦車であり、車体前方左側に本砲を搭載していた。軽装甲車輌の武装強化型としては九二式重装甲車や九四式軽装甲車の一部に本砲を装備した車輌が存在したという。
カロ艇や三式潜航輸送艇に搭載された四式三十七粍舟艇砲は、本砲の派生型である九八式三十七粍戦車砲を原型としている。